# 타임 (종)
타임(thyme, 학명: Thymus vulgaris 티무스 불가리스[*])은 꿀풀과의 아관목이다. 백리향(T. quinquecostatus)과 달리 곧게 서기 때문에 선백리향(-百里香)으로도 알려져 있으며, 오레가노와는 근연종이다.

## 분포
유럽과 아프리카에 분포한다. 원산지는 남유럽(스페인, 이탈리아, 프랑스)과 북아프리카(모로코이다.

## 종내 분류군
- T. vulgaris subsp. aestivalis (Reut. ex Willk.) A.Bolòs & O.Bolòs

## 특징

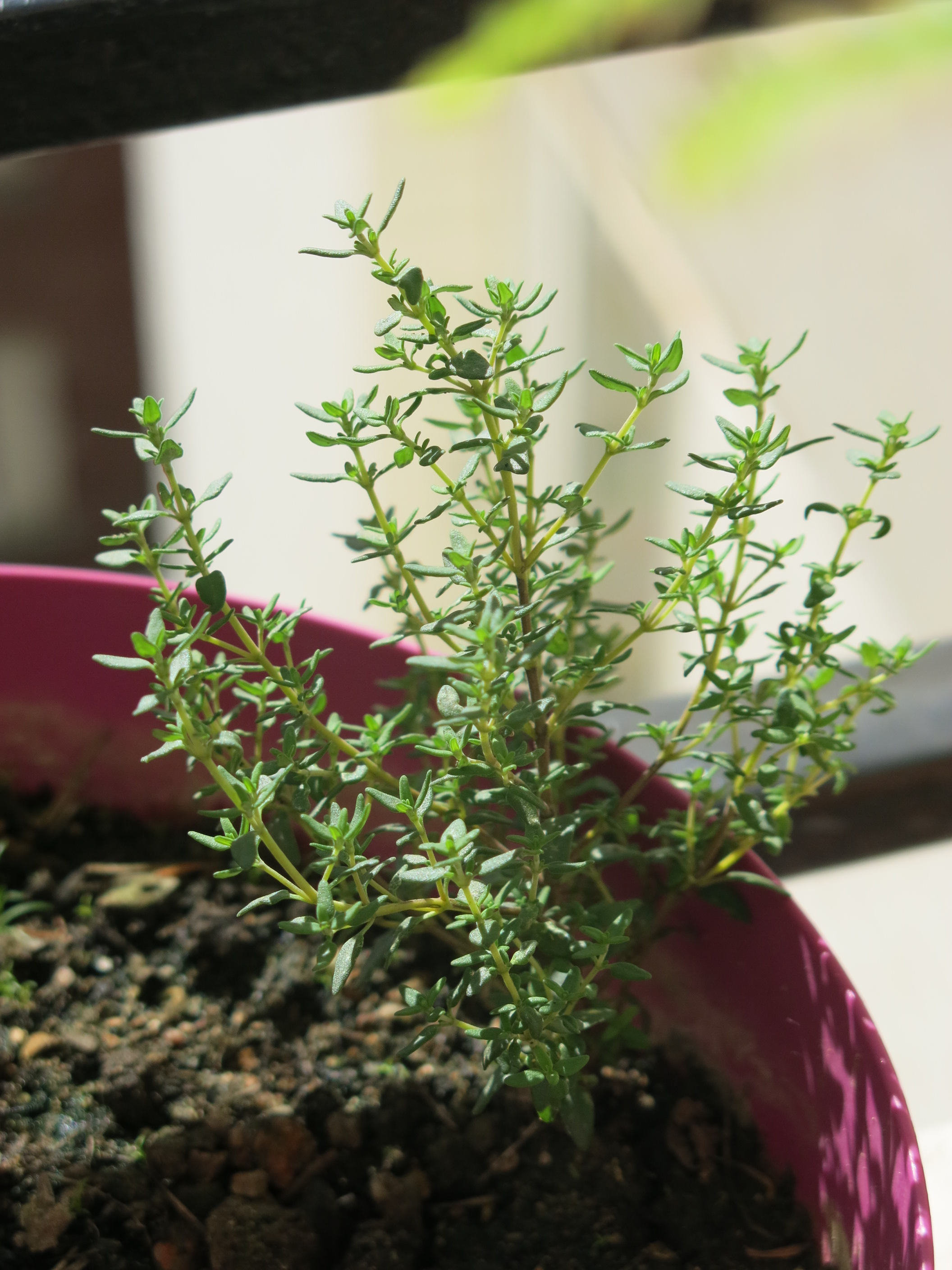
어린 식물
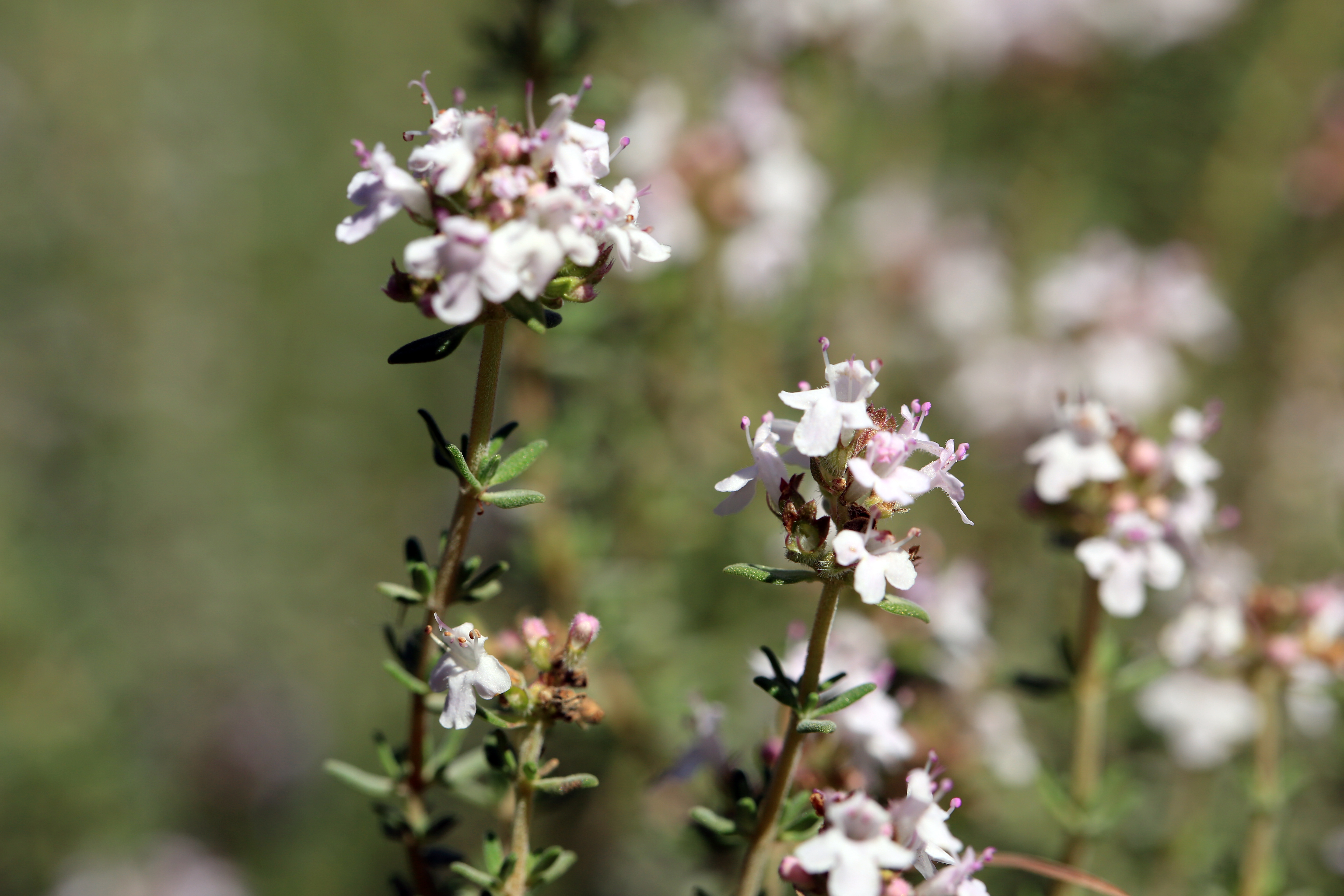
꽃
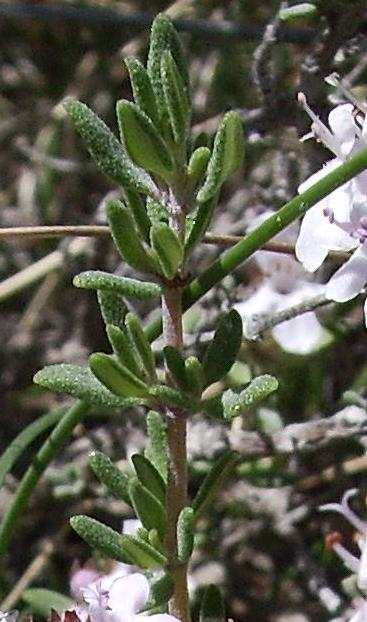
잎

## 이용

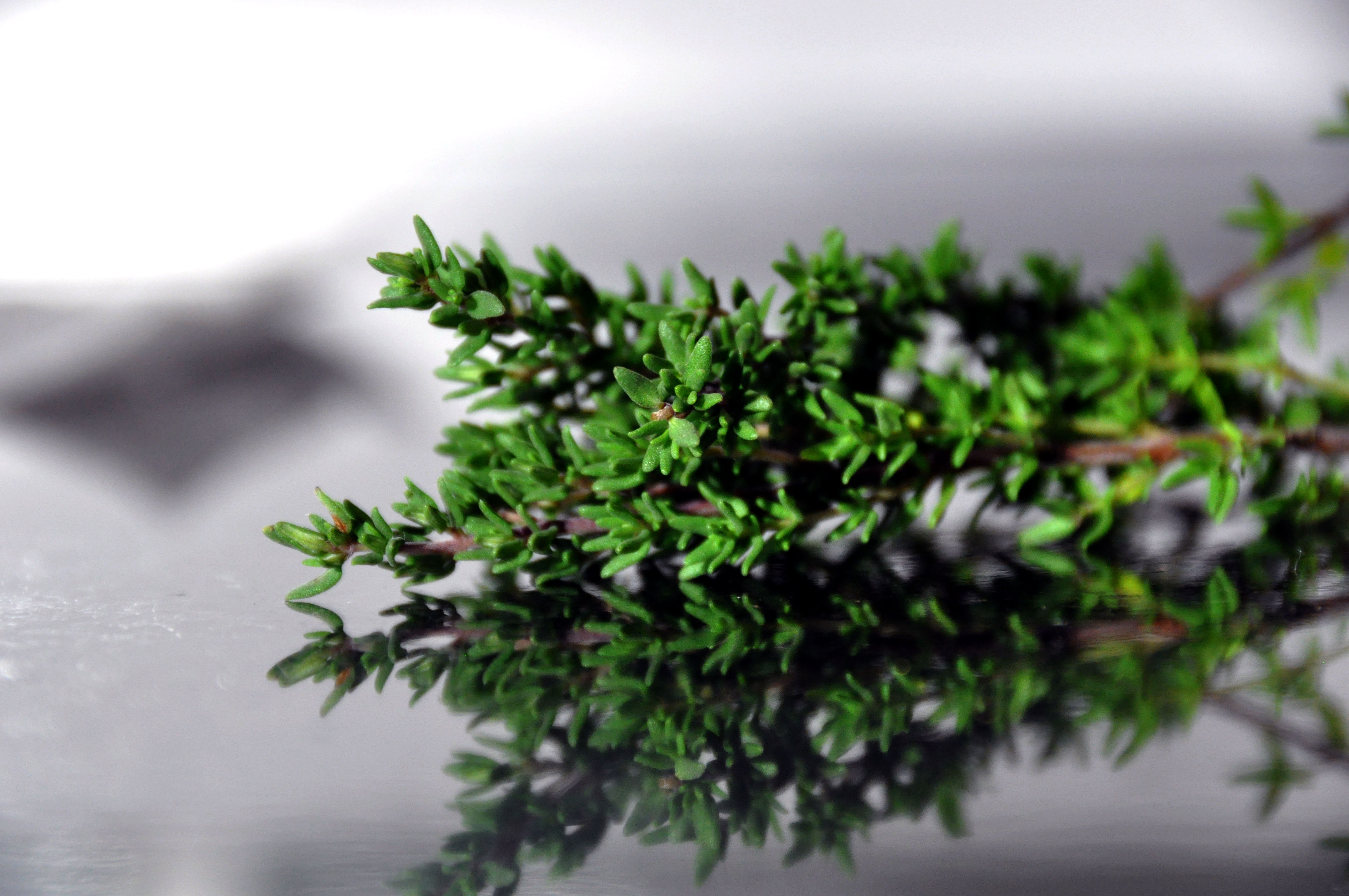
타임
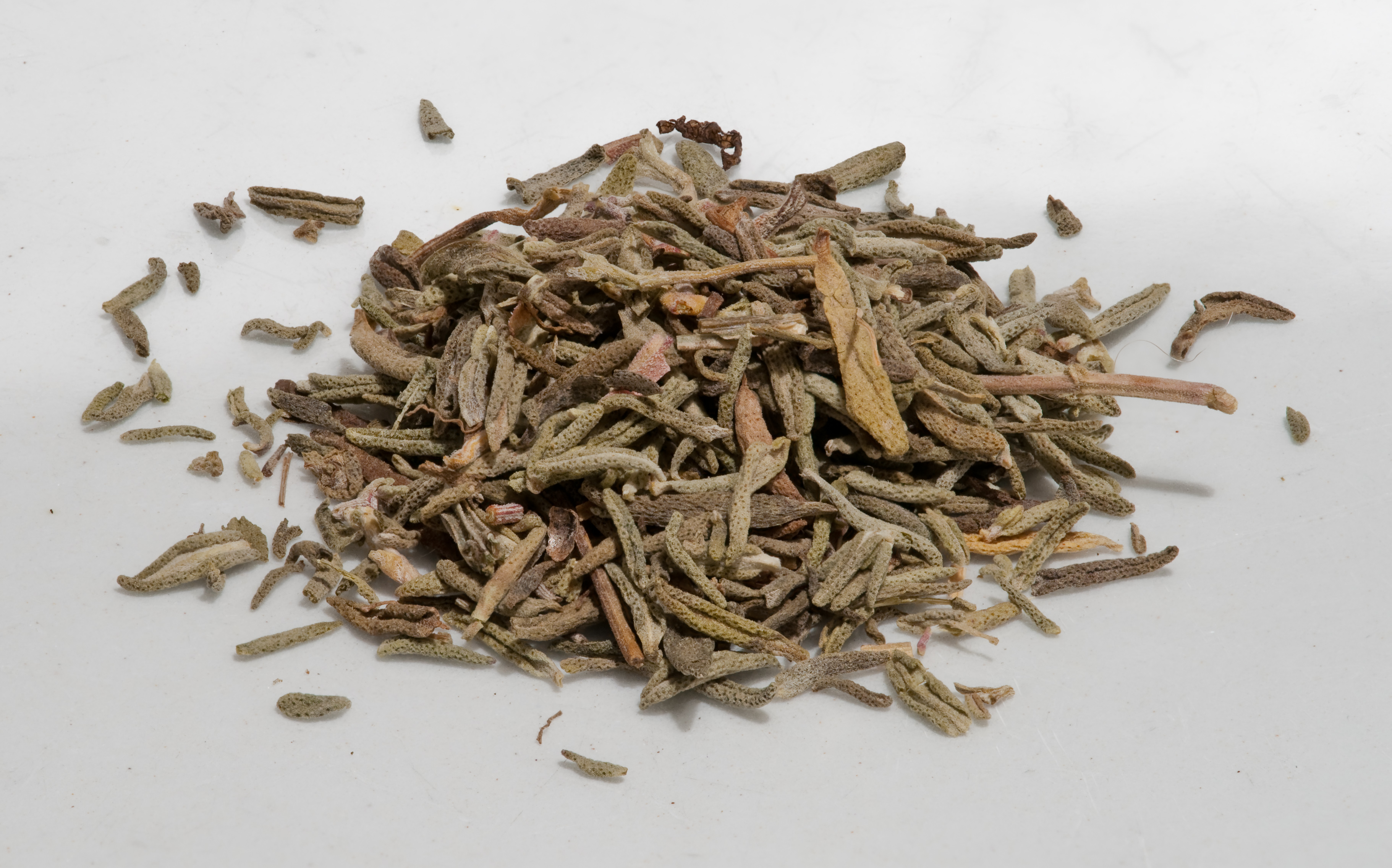
말린 타임

## 같이 보기
- 백리향 (허브)
- 티몰 (화합물)